# Qrafter
Qrafter ist ein Programm für iPhones und iPads, welches QR-Codes, Data Matrix Codes, Aztec Codes und Strichcodes über die Kamera und von gespeicherten Fotos einlesen sowie QR-Codes und Strichcodes erzeugen kann. Die kostenpflichtige „Pro“-Version hat den gleichen Leistungsumfang, ist aber werbefrei. Qrafter ist ein kommerzieller QR-Code-Scanner und -Generator des türkischen Programmierers Kerem Erkan. Der Autor von Qrafter nimmt für sich in Anspruch, dass sein Programm das einzige sei, welches sich vollständig an die etablierten Standards hält. Im Dezember 2015 wurden nach eigenen Angaben beide Versionen der App zusammen zehn Millionen Mal heruntergeladen.
Um die Gefahren beim Dekodieren von QR-Codes zu minimieren, kann Qrafter Internetadressen vor dem Öffnen über die Google Safe Browsing API auf sicherheitsrelevante Informationen überprüfen.
Der Verlauf von eingelesenen und erstellten Codes wird auf dem Endgerät in einem löschbaren „Log“ gespeichert.